# Jamarje
Jamarje falu Horvátországban, Károlyváros megyében. Közigazgatásilag Rakovicához tartozik.

## Fekvése
Károlyvárostól 57 km-re délre, községközpontjától 7 km-re északkeletre, a Kordun területén fekszik.

## Története
1857-ben 366, 1910-ben 148 lakosa volt. Trianonig Modrus-Fiume vármegye Ogulini járásához tartozott. 1991 és 2001 között lakosságát Mašvinához számították. A horvát közigazgatási reform előtt Szluinhoz tartozott. 2011-ben nem volt állandó lakossága.

## Lakosság
| Lakosság változása | Lakosság változása | Lakosság változása | Lakosság változása | Lakosság változása | Lakosság változása | Lakosság változása | Lakosság változása | Lakosság változása | Lakosság változása | Lakosság változása | Lakosság változása | Lakosság változása | Lakosság változása | Lakosság változása | Lakosság változása |
| ------------------ | ------------------ | ------------------ | ------------------ | ------------------ | ------------------ | ------------------ | ------------------ | ------------------ | ------------------ | ------------------ | ------------------ | ------------------ | ------------------ | ------------------ | ------------------ |
| 1857               | 1869               | 1880               | 1890               | 1900               | 1910               | 1921               | 1931               | 1948               | 1953               | 1961               | 1971               | 1981               | 1991               | 2001               | 2011               |
| 366                | 247                | 195                | 182                | 169                | 148                | 157                | 179                | 96                 | 104                | 95                 | 90                 | 0                  | 0                  | 9                  | 0                  |